# ادریان متکالف
ادریان متکالف (انگلیسی: Adrian Metcalfe; ۲ مارس ۱۹۴۲ – ۲ ژوئیهٔ ۲۰۲۱) ورزشکار دو و میدانی اهل بریتانیا بود.
وی در مسابقات کشوری و بین‌المللی در مجموع برندهٔ ۱ مدال نقره شده‌است.